# آرثر بي. هيتون
آرثر بي. هيتون (بالإنجليزية: Arthur B. Heaton)‏ هو مهندس معماري أمريكي، ولد في 12 نوفمبر 1875 في واشنطن العاصمة في الولايات المتحدة، وتوفي في 6 ديسمبر 1951.